# Arancia meccanica
Arancia meccanica (A Clockwork Orange) è un film del 1971 sceneggiato, diretto e prodotto da Stanley Kubrick.
Basato sull'omonimo romanzo scritto da Anthony Burgess nel 1962, la pellicola prefigura, appoggiandosi a uno stile sociologico e politico, una società votata a un'esasperata violenza, soprattutto nei giovani, e a un sistematico condizionamento del pensiero.
Forte di quattro candidature agli Oscar del 1972 come miglior film, miglior regia, miglior sceneggiatura non originale e miglior montaggio, e presentato lo stesso anno alla Mostra di Venezia, il film ottenne un buon successo di pubblico ed un grande impatto culturale. Decisivo per la riuscita del film fu anche l'apporto di Malcolm McDowell, che interpretò il personaggio principale, il capo-drugo Alex DeLarge; McDowell fu pronto e disponibile a tutto, al punto che s'incrinò una costola e subì l'abrasione delle cornee durante le riprese del film.
Quando fu distribuita sul circuito cinematografico, la pellicola destò scalpore, generando una schiera di ammiratori pronti a gridare al capolavoro ma anche una forte corrente di parere contrario, per il taglio originale e visionario adottato nella narrazione, che faceva ricorso in maniera iperrealistica a scene di violenza.
Nel 1998 l'American Film Institute l'ha inserito al quarantaseiesimo posto della classifica dei migliori cento film statunitensi di tutti i tempi, mentre dieci anni dopo, nella lista aggiornata, è sceso al settantesimo posto. Nel 1999, compare nella classifica BFI 100 stilata dal British Film Institute all'81º posto. Nel 2020 è stato scelto per la conservazione nel National Film Registry della Biblioteca del Congresso degli Stati Uniti d'America.

## Titolo

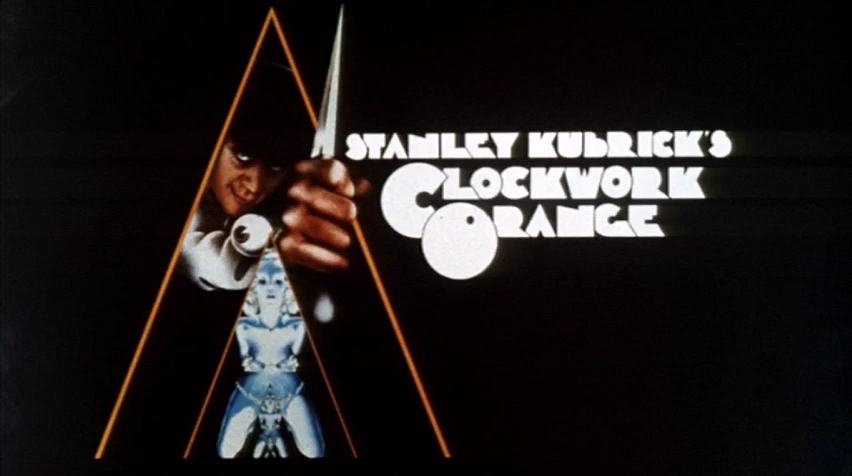
Locandina del trailer

Il titolo originale in inglese, A Clockwork Orange, trae origine da un modo di dire tipico nel dialetto della classe proletaria di Londra, il cosiddetto cockney: "As queer as a clockwork orange", traducibile letteralmente come "strano come un'arancia a orologeria", originariamente utilizzato comunemente nell'East London.
La frase indica qualcosa che appare normale e naturale in superficie come un frutto, in questo caso un'arancia, ma che cela in realtà una natura estremamente bizzarra e inusuale. L'esempio è dato dal protagonista del film che, essendo privato del suo libero arbitrio, esteriormente sembra un comune cittadino ma in realtà è un automa della società.
Nel 1986 Burgess, nel suo saggio A Clockwork Orange Resucked, chiarì questo concetto scrivendo che una creatura che può solo fare il bene o il male ha l'apparenza di un frutto amabile caratterizzato da colore e succo, ma in effetti internamente è un giocattolo a molla pronto a essere caricato da Dio, dal Diavolo o dallo Stato onnipotente, e a far scattare la propria violenza, come, per l'appunto, un mero e semplice congegno meccanico caricato a molla.
Nel romanzo, a differenza che nel film, viene espressamente precisato più volte come A Clockwork Orange fosse il titolo del testo a cui stava lavorando lo scrittore Frank Alexander, vittima della "visita a sorpresa". Nel film è presente anche un omaggio ad Anthony Burgess, che "presta" il cognome ad Alex nel montaggio sugli articoli di giornale nell'ultima parte della pellicola: dopo che si è svegliato dal coma, il protagonista viene infatti chiamato non con il suo vero nome, Alexander DeLarge, ma con il nome di Alex Burgess.

## Trama
In un futuro imprecisato, nella metropoli londinese, vive il giovane Alexander "Alex" DeLarge, un ragazzo di famiglia operaia eccentrico, colto e antisociale. Alex è il capo dei Drughi, una banda criminale composta da lui e da altri tre ragazzi, Pete, Georgie e Dim. I quattro trascorrono il tempo dedicandosi per puro divertimento ad abusi sessuali, furti e ultraviolenza e si ritrovano nel locale Korova Milk Bar per consumare lattepiù, ossia latte "migliorato" con mescalina sintetica, anfetamina ed altre sostanze stupefacenti.

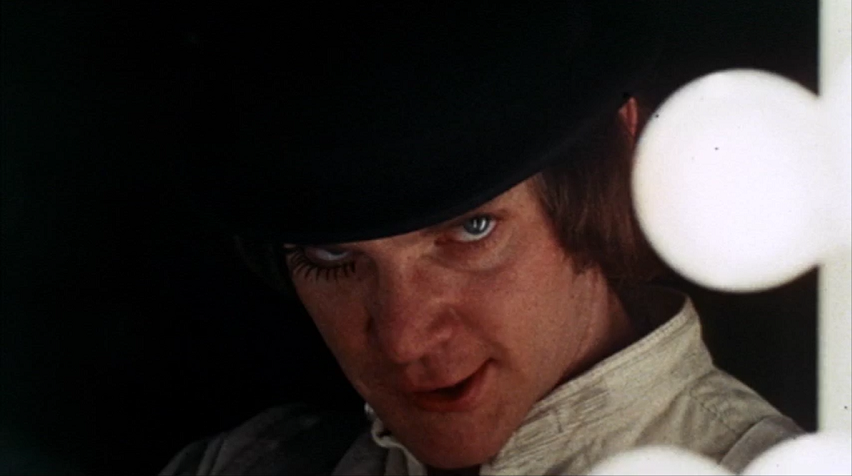
Alex, interpretato da Malcolm McDowell

Al calare della notte, la banda commette molti atti criminosi, quali aggredire e malmenare un anziano senzatetto ubriaco, affrontare la gang rivale di Billy Boy (abbigliata con uniformi naziste), scorrazzare per le strade con un'auto sportiva rubata provocando incidenti e infine fare quello che chiamano la "visita a sorpresa", ovvero recarsi ad un'abitazione isolata, farsi aprire la porta dicendo di avere un amico in fin di vita a seguito di un incidente e poi, una volta entrati, commettere violenze ai danni degli abitanti. A farne le spese sono lo scrittore Frank Alexander e sua moglie: una volta entrati nella loro casa, i quattro assalgono l'uomo e stuprano la donna.
Soddisfatti della serata, i Drughi tornano al Korova per un ultimo "bicchiere". Nel locale, una donna improvvisa un bel canto interpretando l'Inno alla gioia di Friedrich Schiller dal 4º movimento della Sinfonia n. 9 op. 125 di Ludwig van Beethoven, idolo di Alex. Dim schernisce la donna con una pernacchia e Alex, che nonostante il suo comportamento violento non sopporta la maleducazione e l'insolenza, gli colpisce violentemente le gambe con il suo bastone. Dim, indignato, chiede ad Alex una sfida, ma poi, davanti all'aria per niente impaurita e quasi divertita di Alex, che propone un duello ai coltelli, decide di lasciar correre, dicendo di essere stanco. Giunto a casa, Alex nasconde il bottino delle scorrerie nella sua stanza e, ascoltando di nuovo la nona sinfonia di Beethoven, si addormenta sognando epiche scene catastrofiche, come esecuzioni, esplosioni, eruzioni vulcaniche e flagellazioni bibliche.
La mattina seguente, la madre di Alex sprona il figlio ad andare a scuola, ricordandogli che non ci è mai andato durante la settimana, ma lui le risponde di voler stare a casa in quanto avrebbe un terribile mal di testa (Alex si riferisce sempre alla testa ed al cervello con il termine "Gulliver") e dovrebbe riposarsi per riprendersi e guarire. La donna accetta passivamente le motivazioni del figlio, riferendole al marito; dal momento che Alex ha raccontato ai genitori che di notte si dedica a vari lavori, i genitori si chiedono di cosa si tratti, ma non potendo o non volendo approfondire la questione si dimostrano completamente impassibili.
Alzatosi dal letto, Alex scopre che la madre ha fatto entrare in casa il signor Deltoid, ispettore giudiziario minorile. Deltoid ricorda ad Alex che è già stato condannato una volta e che un'altra eventuale condanna lo porterebbe non più al riformatorio ma in carcere, e questo per Deltoid rappresenterebbe il primo fallimento, che non intende accettare. L'ispettore riferisce poi ad Alex di essere a conoscenza della rissa dei Drughi con la banda di Billy Boy e che sono stati fatti i loro nomi, ma che tuttavia mancano le prove per incriminarli. Alex spudoratamente tranquillizza Deltoid, affermando di essersi tenuto lontano dai guai.

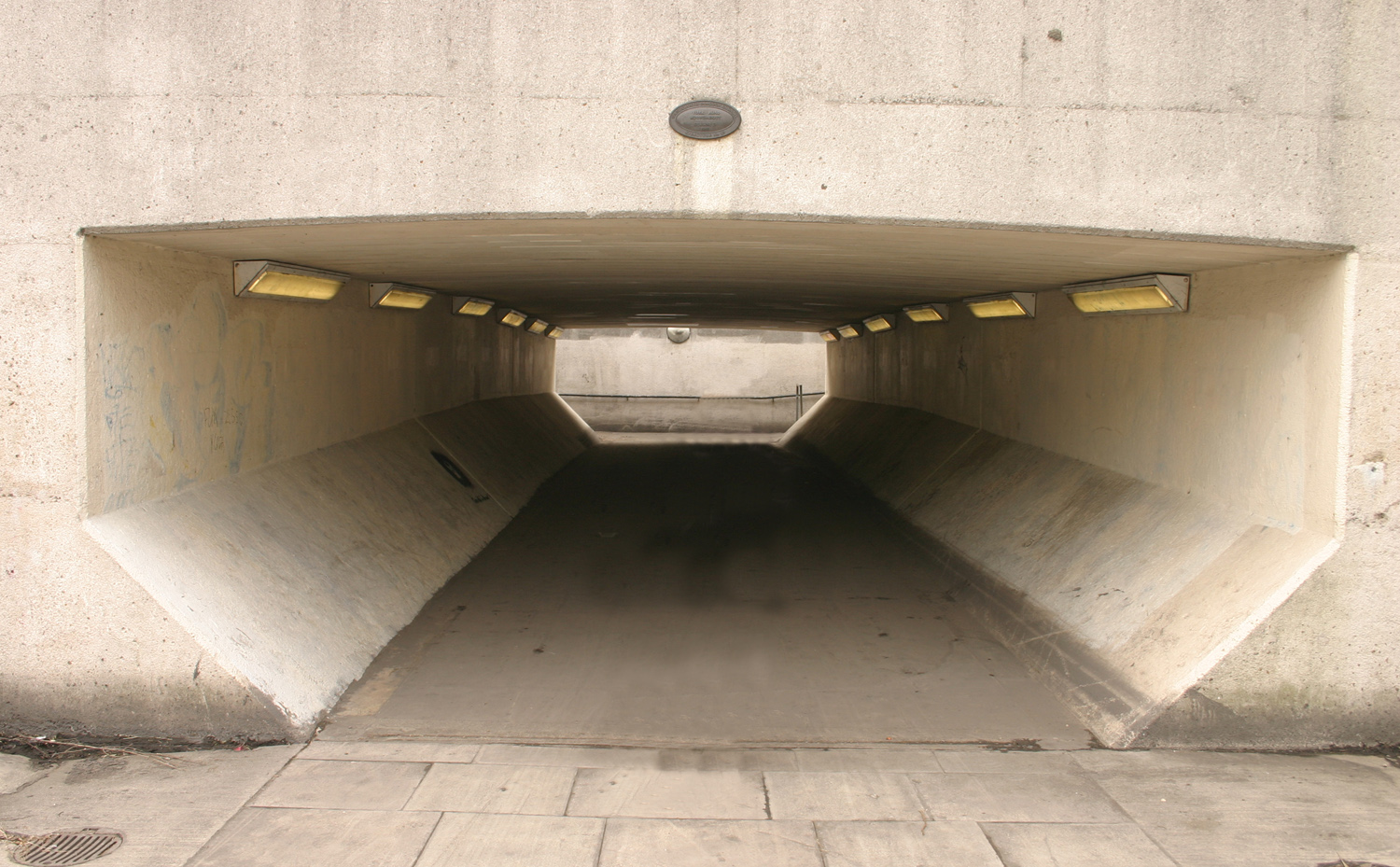
Il sottopasso, sito nel distretto di Wandsworth a Londra, dove Alex e i suoi Drughi aggrediscono l'anziano senzatetto

In seguito Alex esce di casa e si reca in un negozio di dischi per ritirare una sua ordinazione. Qui vede al bancone due belle ragazze e decide di invitarle a casa sua "per ascoltare qualche disco". Giunti a destinazione, i tre hanno un rapporto sessuale con il sottofondo del Guglielmo Tell. Tra i vari dischi esposti nel negozio si possono scorgere il vinile della colonna sonora di 2001: Odissea nello spazio (si tratta in realtà di una raccolta dei temi musicali principali di vari film, tra cui il film di fantascienza di Kubrick), Magical Mystery Tour dei Beatles e Atom Heart Mother dei Pink Floyd.
Più tardi, scendendo le scale del suo condominio, Alex trova i Drughi ad aspettarlo. Dim si mostra sarcastico e Alex ricambia minaccioso le sue battute. Georgie lo blocca dicendogli che ci saranno delle novità: la prima è che Alex non dovrà più sfottere Dim, la seconda è il dissenso sulla spartizione del bottino delle loro scorrerie, che finisce sempre per la maggior parte nelle mani di Alex, ed infine accenna a un piano per un furto da compiere quella stessa notte. Usciti dal palazzo, Alex pensa che da quel momento Georgie diventerebbe il capo della banda e prenderebbe le decisioni con l'appoggio di Dim, quindi decide di ristabilire le posizioni: mentre il gruppo sta camminando accanto a un lago artificiale, Alex, ispirato dall'ouverture della Gazza ladra di Gioacchino Rossini, assale selvaggiamente i due gettandoli in acqua e ferisce Dim ad una mano con il suo coltello. Dopo la rissa, il gruppo si ritrova in un pub, dove Alex ribadisce la sua leadership e convince Georgie a illustrargli il piano sul furto.
Georgie intende rapinare, con le modalità della "visita a sorpresa", una casa adibita a clinica per dimagrire, in cui al momento vive solo l'attempata proprietaria con un gran numero di gatti. La sera stessa i quattro si recano sul posto ed Alex tenta il solito approccio, ma la donna, sentendo pronunciare le stesse parole di cui si parlava nella notizia relativa all'episodio di violenza della notte precedente, non apre e chiama la polizia. Alex riesce comunque a entrare da una finestra e, dopo uno scambio di feroci battute e una breve colluttazione, viene colpito dalla donna con un soprammobile, per poi riuscire a colpirla a sua volta con una scultura a forma di fallo, uccidendola. Udendo le sirene della polizia in arrivo, Alex tenta di fuggire, ma i Drughi lo stanno aspettando, desiderosi di vendicarsi, e Dim lo colpisce con una bottiglia di latte in faccia, lasciandolo ferito in balia della polizia.
Arrestato, Alex viene picchiato dai poliziotti, che mal sopportano la sua strafottenza. Sopraggiunge anche Deltoid, che riferisce ad Alex la morte della donna e, furibondo per aver fallito nei suoi confronti, gli sputa in faccia. Dopo un breve processo, Alex viene condannato a 14 anni di carcere per omicidio.

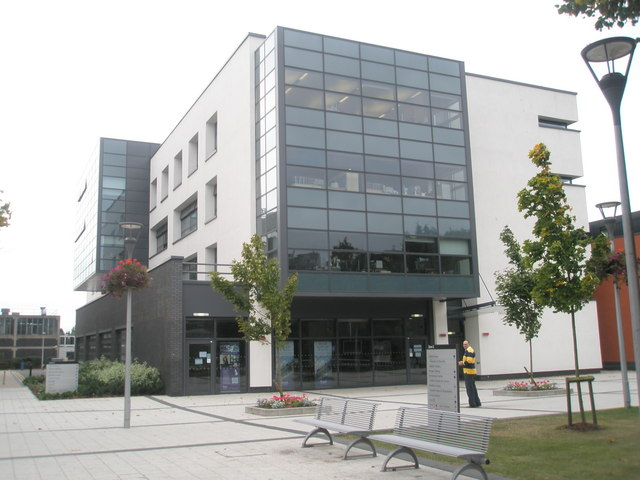
L'edificio della Brunel University a Uxbridge, sede del trattamento Ludovico

In prigione Alex si sente come una preda in mezzo a un branco di predatori, tra uomini violenti e perversi quanto e più di lui. Decide così di mantenere una buona condotta, si guadagna le simpatie del cappellano e impara a memoria alcuni spezzoni della Bibbia, naturalmente prediligendo quelli che gli richiamano episodi di violenza e sesso (ad esempio la flagellazione di Cristo), che evidentemente gli mancano. Dopo aver scontato due anni di carcere, viene a conoscenza di un'iniziativa del nuovo governo entrato in carica, che promette la scarcerazione immediata a patto che ci si sottoponga a un innovativo programma di "rieducazione": il trattamento Ludovico. Alex si fa quindi notare dal Segretario per gli affari interni, in visita al carcere, viene scelto per il trattamento e, con il pensiero rivolto al fatto che tornerebbe in libertà dopo solamente due settimane, accetta tutte le condizioni. Nonostante lo scetticismo del direttore della prigione e del capo delle guardie, Alex viene trasferito in un centro medico dove incomincia la cura.
Il trattamento consiste nella somministrazione di farmaci unita alla visione di lungometraggi in cui sono contenute scene di violenza, con il protagonista che viene legato a breve distanza dallo schermo e costretto a tenere gli occhi aperti con delle pinze sulle palpebre. Le scene di violenza, insieme con l'effetto dei farmaci, incominciano a provocare in lui delle sensazioni di dolore e di nausea che tendono ad aumentare a mano a mano che il trattamento prosegue, fino a coinvolgere, oltre alle immagini di violenza e di abuso sessuale, anche la musica di sottofondo della proiezione che, durante la visione di un documentario su Adolf Hitler, è ancora una volta la nona sinfonia di Beethoven.
Al termine della cura Alex viene portato in una sala e sottoposto ad alcune prove a cui assistono, oltre al Segretario per gli affari interni, alcune importanti autorità, per mostrare loro il buon risultato del condizionamento. Dapprima Alex subisce maltrattamenti e umiliazioni da parte di un attore e rimane impotente perché, appena cerca di reagire violentemente, viene assalito dalla fortissima sensazione di nausea. Nella seconda parte del test entra in sala una ragazza in topless ed Alex, cercando di violentarla, allunga le mani verso il suo seno, ma viene nuovamente colto dalla nausea e si accascia a terra dolorante. Il Segretario osserva compiaciuto il successo del trattamento Ludovico e dichiara di volerlo sfruttare per risolvere i problemi della criminalità violenta e del conseguente affollamento delle prigioni, mentre il cappellano del carcere contesta l'annullamento del libero arbitrio nei confronti del soggetto, il quale non sceglie liberamente di operare il bene, ma è costretto ad astenersi dalla violenza solo a causa della sofferenza e del dolore che gli vengono provocati quando tenta di esercitarla.
Alex viene quindi scarcerato, ma il suo rientro nella società è tragico: ora che è completamente indifeso e innocuo, tutte le persone che prima, quando era forte e violento, erano state sue vittime, gli si rivoltano contro e prendono il suo posto nel comportarsi da carnefici, vendicandosi. Tornato a casa, scopre che i suoi genitori hanno affittato la sua stanza a un altro ragazzo, che si mostra ostile e provocatorio nei suoi confronti: Alex vorrebbe aggredirlo, ma viene bloccato dalla nausea, così se ne va di casa senza essere trattenuto dai familiari. Vagando per la città incontra casualmente il barbone aggredito anni prima, il quale, dopo averlo riconosciuto, si vendica picchiandolo insieme con altri anziani senzatetto, e di nuovo Alex non riesce a reagire perché quando ci prova viene sempre colto dalla nausea. A ripristinare l'ordine intervengono due poliziotti, che però si rivelano essere proprio Dim e Georgie, divenuti ora tutori della legge. I due, quando riconoscono Alex, ancora rancorosi per le sue prevaricazioni e consapevoli che la cura lo ha reso incapace di difendersi, lo portano fuori città ammanettato e lo torturano immergendogli la testa in una vasca piena d'acqua e percuotendolo con il manganello.
Ferito e disperato, Alex arriva ad una casa e chiede aiuto, ma la casa è quella dello scrittore Frank Alexander, diventato invalido e vedovo dopo la morte della moglie, dovuta a suo avviso allo shock che la donna ha subito durante e dopo lo stupro. In un primo momento lo scrittore non riconosce Alex, per via del travestimento che portava all'epoca dell'aggressione. Frank è un oppositore del governo e, riconoscendo Alex come una vittima del "trattamento Ludovico" e dei maltrattamenti delle forze dell'ordine, promette di aiutarlo, quindi gli prepara un bagno caldo e convoca a casa sua altri oppositori politici allo scopo di screditare il governo ed i suoi modi di agire. Ripresosi, Alex incomincia a cantare nella vasca da bagno Singin' in the Rain. A questo punto lo scrittore riconosce la voce dell'autore della violenza subita ed escogita un metodo che gli consente di vendicarsi ed allo stesso tempo di mostrare gli effetti del trattamento agli altri esponenti anti-governativi: prima fa addormentare Alex facendogli bere del vino in cui ha messo del sonnifero, poi lo chiude in una stanza e gli fa ascoltare ad alto volume la nona sinfonia di Beethoven, provocandogli un dolore straziante. Alex si convince quindi a cercare nella morte la liberazione dalla sua sofferenza e si getta dalla finestra.
Il protagonista risveglia molto tempo dopo in un letto d'ospedale, dopo un lungo coma. Raggiunto dai genitori, li respinge duramente, memore del loro comportamento durante e soprattutto dopo la permanenza in carcere. Nel periodo della convalescenza, una psichiatra lo sottopone a un test nel quale deve aggiungere una battuta mancante in alcune vignette. Alex risponde con spacconeria e strafottenza, rendendosi presto conto di non provare più il malessere da cui veniva colto a seguito del "trattamento Ludovico" ogni volta che tentava di comportarsi in modo violento, mutamento dovuto probabilmente allo shock intervenuto a seguito del tentato suicidio e alle cure ricevute durante il coma. Nel frattempo la stampa, venuta a conoscenza dell'accaduto, attacca duramente il governo per i metodi coercitivi usati su di lui.
Un giorno Alex riceve una visita del Segretario per gli affari interni, il quale, con atteggiamento mellifluo e conciliante, gli promette un lavoro e l'aiuto del governo in cambio della sua collaborazione, per mettere fine allo scandalo causato dalla vicenda, e lo informa che lo scrittore Alexander è stato messo, insieme con i suoi colleghi cospiratori, in condizione di non poterlo più infastidire. Alex accetta subito l'accordo.
La macchina della propaganda si mette immediatamente in moto e un grande numero di giornalisti e di fotografi entra nella stanza dove Alex e il Segretario, stringendosi con grande cordialità la mano, rassicurano l'opinione pubblica in merito alla loro nuova amicizia. Alex immagina la sua nuova vita, sognandosi con una donna mentre, entrambi nudi nella neve, giocano ad azzuffarsi davanti ad una folla che applaude.

## Produzione

### Cast
La performance di Malcolm McDowell in Se... attirò l'attenzione di Stanley Kubrick, che successivamente lo avrebbe scritturato nel 1971 per il suo adattamento del romanzo A Clockwork Orange di Anthony Burgess. In aggiunta, McDowell sfruttò l'esperienza della sua interpretazione in Se... come ispirazione per il protagonista di Arancia meccanica, Alex DeLarge. Avendo ricevuto il copione da Kubrick, McDowell era incerto su come interpretare il personaggio di Alex, e così contattò Lindsay Anderson, chiedendogli consiglio. McDowell raccontò la storia:

### Riprese
Con un budget di 2,2 milioni di dollari e una piccola troupe, Kubrick detiene il controllo totale del progetto e come compenso ha diritto al 40% degli incassi. A differenza dei suoi film precedenti, Kubrick decide di avere un approccio più caotico; a volte lo stesso Kubrick con la cinepresa sulla spalla si posizionava sulla scena per riprendere in prima persona. Il regista inoltre fa un grande uso del grandangolo, che esaspera le prospettive. Il critico Roger Ebert affermò nella sua recensione del film che la tecnica di Kubrick che si nota di più è appunto il grandangolo: esso è usato sugli oggetti abbastanza vicini allo schermo, e questa inquadratura tende a distorcere i bordi delle immagini. Le riprese del film incominciarono il 7 settembre 1970 per concludersi il 7 febbraio 1971.

### Esterni
Kubrick decise di girare molte scene di Arancia meccanica in esterno a Borehamwood: sono state usate delle piccole stanze di una fabbrica per costruire le ambientazioni del Korova Milk Bar e della prigione, mentre la strada dove scorrazzano i drughi è anch'essa a Borehamwood; tutto si svolgeva al massimo a 2-3 chilometri da casa di Kubrick, tranne l'università dove sono state girate le scene della cura Ludovico.
Altri:
- Alex vive nella zona del Thamesmead South Housing Estate nel sud est di Londra.
- La rissa tra Alex e i suoi drughi, sulle note de La gazza ladra di Gioacchino Rossini, avviene sulle rive del Southmare Lake, un laghetto artificiale nella zona di Thamesmead South.
- Lo stupro della moglie dello scrittore Alexander è girato nella Skybreak House, nell'Hertfordshire, nella cittadina di Radlett, una villa progettata dal famoso architetto Sir Norman Foster.
- Alex si getta dalla finestra dall'Edgwarebury Hotel in Elstree, Londra.
- La rissa tra i Drughi e la banda di Billy Boy avviene sulla Taggs Island, nei pressi dell'Hampton Court Palace.
- Il centro medico Ludovico è in realtà la Brunel University, Uxbridge, a ovest di Londra.
- Il sud-ovest di Londra è stato utilizzato per diverse location del film, in particolare la zona di Wandsworth. In questa zona si trova il sottopasso dove è stata girata la celebre scena in cui Alex e la sua banda pestano un vecchio alcolizzato. Il barbone e Alex si rincontrano dopo la "cura" sulle rive del Tamigi, in prossimità dell'Albert Bridge, a Chelsea. Anche l'incontro tra Alex e le due ragazze nel negozio di dischi è stato girato nel Chelsea Drugstore a King's Road.
- Gli interni della casa di Alex sono stati girati al 56 Stratfield Rd, Borehamwood, a breve distanza dagli studi cinematografici dove sono state girate le poche sequenze non filmate in posti reali. Qui è stata apposta nel 2006 una targa commemorativa.[26]

### Design e scenografia

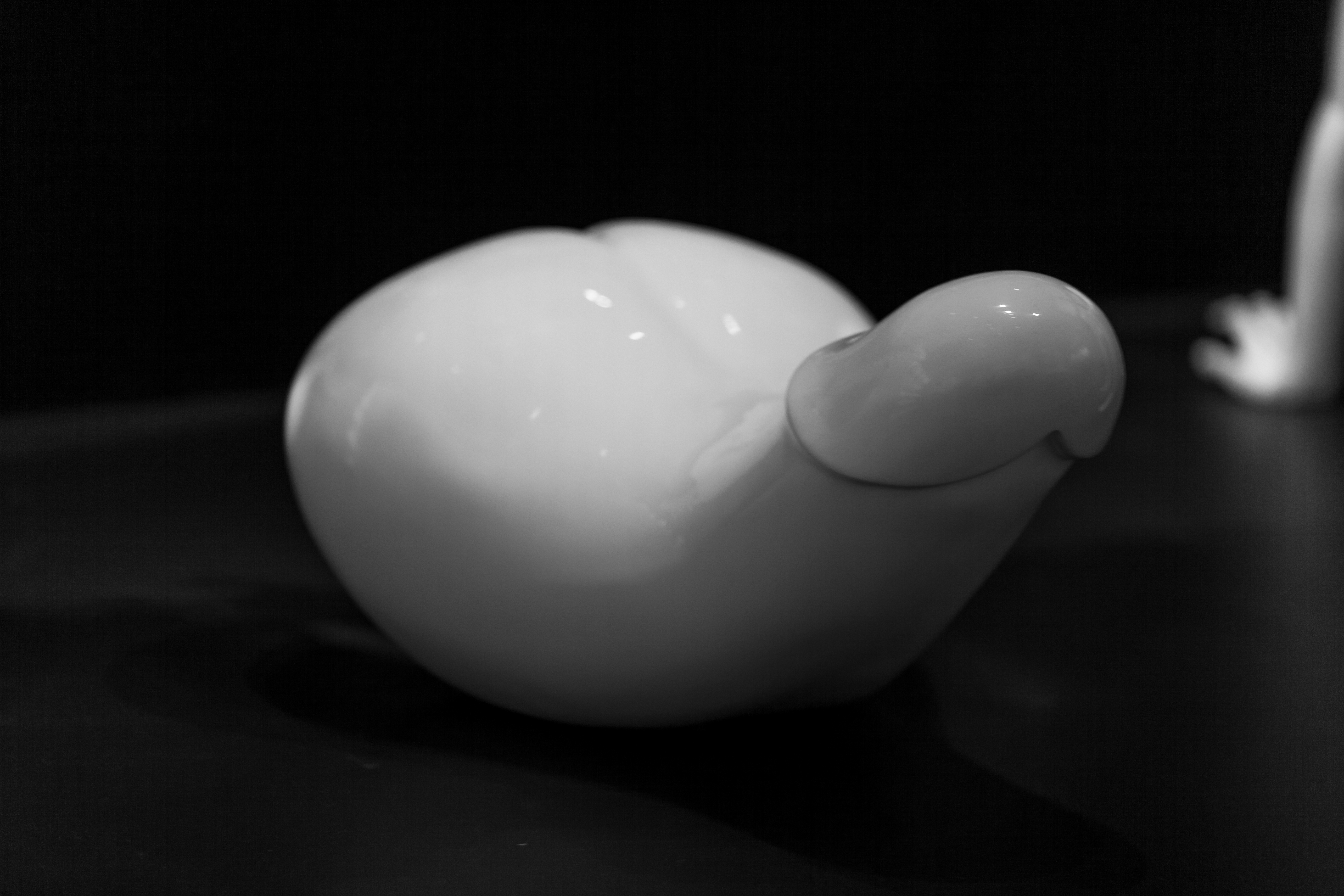
La Rocking Machine di Herman Makkink

Il riferimento estetico più diretto del film è la pop art, con riferimenti a Piet Mondrian e alla op art (esempi ne sono la casa di Alex e dello scrittore Alexander); si possono trovare però molti altri riferimenti, tra cui alcuni verso l'opera di Roy Lichtenstein e Constantin Brâncuși.
L'arredamento degli interni è, secondo l'architetto Massimiliano Fuksas, di transizione tra anni sessanta e anni settanta, tendente verso questi ultimi:
L'estetica del film presenta chiari riferimenti sessuali, che vanno dalla scultura in fibra di vetro in casa della donna dei gatti ai gelati che le due ragazze al bancone del negozio di musica stanno leccando, dalla divisa dei Drughi ai quadri appesi alle pareti; infatti, secondo Kubrick, niente riesce a risvegliare lo spettatore dal torpore meglio del sesso.

### Costumi

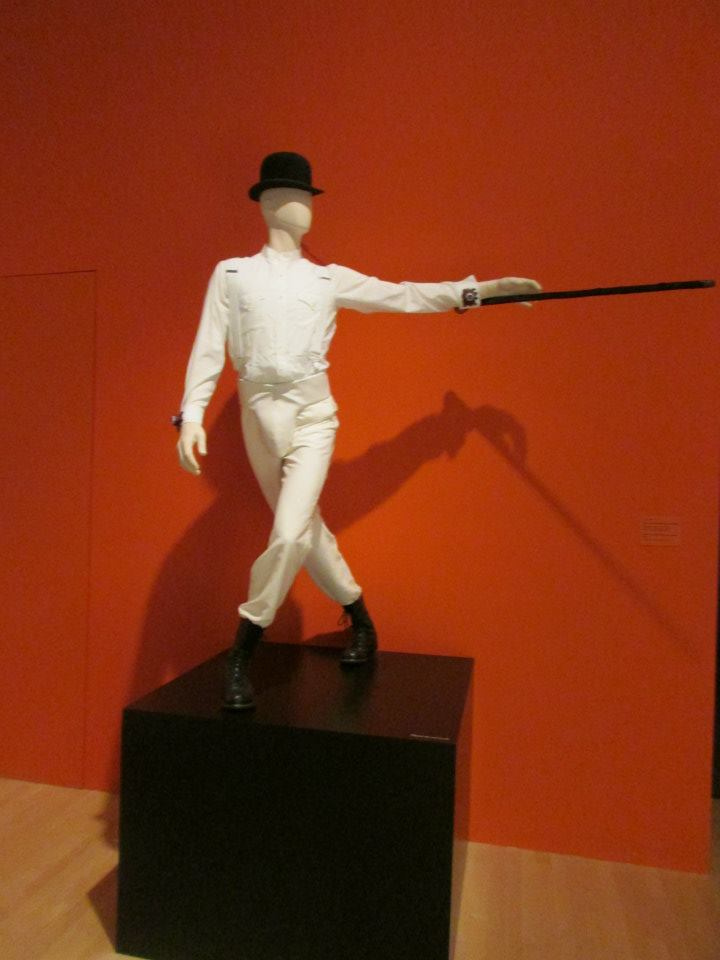
Il costume da Drugo del protagonista ideato da Milena Canonero

La creazione dei costumi è affidata a Milena Canonero, la quale, in accordo con Kubrick, decide che i costumi dei drughi debbano essere un incrocio tra la divisa di un poliziotto e di un supereroe perverso e decide di colorarli di bianco, colore che rappresenta la purezza ma anche l'asetticità, la malattia e i cadaveri. Secondo lo stilista Elio Fiorucci, Kubrick ha giocato con l'immagine e il vero contenuto delle cose; il bianco, che dovrebbe trasmettere purezza e sicurezza, è in questo caso un bianco "degenerato"; esempio ne è anche il latte, che è bianco e trasmetterebbe sicurezza, ma in realtà è degenerato, poiché all'interno vi sono delle droghe:
Per la scena di violenza ai danni della signora Alexander, la cui calzamaglia viene tagliuzzata dalle forbici per mano di Alex, la Canonero ha dovuto confezionare numerosi capi simili in quanto la scena è stata provata diverse volte.

## Colonna sonora
Il film utilizza brani di musica classica molto conosciuti: di Rossini sono utilizzate le ouvertures del Guglielmo Tell e de La gazza ladra; di Beethoven, invece, il secondo movimento e, quale leitmotiv del film destinato a rimanere celeberrimo, il quarto movimento, l'Inno alla gioia, dalla Nona sinfonia.
Uno dei primi nomi per la colonna sonora fu Ennio Morricone, la cui colonna sonora di ''Indagine su un cittadino al di sopra di ogni sospetto'' piacque molto a Kubrick.
Kubrick chiese ai Pink Floyd di poter usare la loro suite musicale Atom Heart Mother per il  film, ma loro negarono il permesso mentre lo concessero a  La macchinazione di David Grieco per la stima che nutrivano verso  Pier Paolo Pasolini.
In un'intervista televisiva Malcolm McDowell racconta che l'utilizzo della canzone Singin' in the Rain nel film fu del tutto casuale. Durante le riprese della scena del pestaggio e dello stupro a casa dello scrittore, Kubrick, non riuscendo a girare la scena in maniera convincente, chiese a McDowell di provare a cantare e ballare. McDowell improvvisò così Singin' in the Rain: Kubrick ne rimase così entusiasta che dopo solo tre ore aveva già acquistato i diritti della canzone.

## Distribuzione

### Data di uscita
Arancia meccanica esce una prima volta nel dicembre del 1971 negli Stati Uniti, in un'anteprima assoluta a New York, ma l'accoglienza è al di sotto delle aspettative di Kubrick e della Warner Bros. Successivamente esce in Gran Bretagna il 13 gennaio 1972 e negli USA dal 2 febbraio in ampia distribuzione e dopo le revisioni del regista e della Warner Bros., il film incassa oltre 114 milioni di dollari in tutto il mondo (ne era costati 2). In Italia, dopo la proiezione a Venezia, arriva nei cinema dal 7 settembre 1972, vietato ai minori di 18 anni.

### Divieti
Nonostante Kubrick intendesse condannare la violenza invece di fomentarla, lettere minatorie dalla Gran Bretagna arrivarono a Kubrick e alla sua famiglia, tanto da indurre il regista stesso a chiedere e ottenere dalla Warner Bros. il ritiro della pellicola dalle sale locali. Nella maggior parte dei paesi del mondo (Italia compresa) il film fu vietato ai minori di 18 anni per le numerose scene di efferata violenza e divenne uno dei bersagli preferiti della censura.
Anche in Italia il film divise, e il provvedimento di divieto ai minorenni durò fino al 1998, quando una sentenza del Consiglio di Stato lo abbassò ai minori di 14 anni rendendo così il film fruibile anche sul piccolo schermo. Il film era stato nel frattempo pubblicato in VHS dalla Warner Home Video in più edizioni a partire dal 1988, mettendo in evidenza il divieto ai minori di 18 anni.

### Edizione italiana
Il doppiaggio italiano del film venne eseguito dalla C.V.D. negli stabilimenti Fono Roma e diretto da Mario Maldesi su dialoghi di Roberto De Leonardis. La difficile traduzione del copione in italiano venne curata dallo sceneggiatore e giornalista Riccardo Aragno, amico personale di Kubrick. Fu Federico Fellini che consigliò a Kubrick di affidarsi a Maldesi per l'edizione italiana della pellicola, però a patto che il missaggio fosse eseguito a Londra da Kubrick in persona senza alcuna supervisione: il regista scrisse allora una lettera a Maldesi per vincere le sue resistenze con la promessa che non avrebbe apportato modifiche al doppiaggio da lui eseguito; Maldesi accettò e anche la scelta delle voci fu concordata con Kubrick: per la voce di Malcolm McDowell, Maldesi provinò anche Giancarlo Giannini ma lo scartò, preferendo il timbro metallico e freddo di Adalberto Maria Merli, scelta approvata da Kubrick. Il doppiaggio, che segnò l'inizio del lungo sodalizio artistico tra Kubrick e Maldesi, fu realizzato a Roma e affidato a celebri attori di teatro.

## Accoglienza

### Incassi
Il film è tra quelli di maggior successo di Kubrick, dopo Eyes Wide Shut (1999), Full Metal Jacket (1987) e 2001: Odissea nello spazio (1968). Gli incassi toccarono quota 41 milioni di dollari negli Stati Uniti ed oltre 70 milioni nel resto del mondo, per un totale di 114 milioni di dollari.

### Critica
All'uscita il film ebbe elogi da parte di Federico Fellini e Akira Kurosawa.
Achille Bonito Oliva, critico d'arte, afferma che Kubrick riesce a profetare anche il pericolo di una violenza "estetizzante":
Inoltre, sempre secondo Oliva e il giornalista Andrea Purgatori, Kubrick nel film espone non le soluzioni, ma solo i problemi; proprio in questo, secondo Oliva, si trova la grandezza stoica e laica del regista.
Il Mereghetti, famoso dizionario dei film curato da Paolo Mereghetti, assegna al film 4 stelle (il massimo voto possibile), e così lo descrive:
«Kubrick trae una specie di pamphlet antiutopico sul nostro futuro prossimo, dove dominano violenza e frustrazione sessuale frutti del disorientamento e dell'impossibilità di realizzare i propri desideri. Al centro, il problema della libertà di scelta raccontato senza falsi moralismi. Per questo le scene di violenza (di una brutalità cruda fino ai limiti della sopportabilità ma ironicamente commentate dalla musica) sono necessarie e non gratuite. La straordinaria forza emotiva del film nasce dalla somma di molti elementi: i materiali della cultura alta volgarizzati da quella di massa (l'arte moderna del Korova Milk Bar e la casa dell'amica dei gatti; le arie di Rossini e di Beethoven), il linguaggio gergalizzato, la sistematica distruzione dell'illusione di realtà (accelerazioni, ralenti, grandangoli), la colonna musicale (elaborata elettronicamente da Wendy Carlos). Nel 1971 fu uno shock, oggi è ancora un salutare pugno nello stomaco.»
Il Morandini, dizionario di recensioni cinematografiche di Laura, Luisa e Morando Morandini, afferma che:

#### Tematiche trattate e analisi
Il messaggio di Kubrick è ironicamente pessimista: secondo il regista le nuove generazioni ottengono ciò che vogliono semplicemente prendendoselo; questo fanno il protagonista Alex DeLarge e i suoi Drughi.
Kubrick affronta in Arancia meccanica il tema della contrapposizione tra la bestialità dell'uomo e quella più strutturale organizzata delle istituzioni, riflettendo la realtà, e i contrasti, del mondo dell'epoca: le lotte tra destra e sinistra estreme, opposte ma accomunate dalla sfiducia nella natura umana; le idee dei giovani contrapposte a quelle delle generazioni precedenti; gli ideali di pace e libertà e la guerra del Vietnam, o la Primavera di Praga.
Per non parlare delle critiche alle istituzioni di governo e quelle carcerarie che come mostrato nel film, ignorano completamente le esigenze e più in generale l'individuo e cercano di "annullarlo". Celebre la scena dove viene chiesto l'aiuto del protagonista per placare i media in seguito al suo tentato suicidio indotto. Kubrick inoltre, rappresentando spesso la donna come oggetto, vuole fare una critica ai mass media del tempo.
Da un punto di vista filosofico, Kubrick introduce, attraverso la cosiddetta Cura Ludovico, il tema del libero arbitrio. Libero arbitrio, che così come sostenuto dal cappellano della prigione, diviene il fondamento dell'umanità. Proprio il religioso, opponendosi alla Cura Ludovico, affermerà: "Il ragazzo non ha una vera scelta! Se cessa di fare il male, cessa anche di esercitare il libero arbitrio. Quando un uomo non ha scelta, cessa di essere uomo".

##### Kubrick e Platone
Da non trascurare l'ipotesi che la "cura Ludovico" costituisca una citazione esplicita dell'allegoria del Mito della caverna di Platone. Alex è sostituito agli uomini incatenati e costretti a guardare le ombre proiettate sulla parete dagli artefici e, come l'ipotetico uomo dell'allegoria che venga liberato, Alex non è poi in grado di interagire con la realtà esterna e di conseguenza ne diviene vittima.
(Alex, durante la "cura")
Infine c'è da considerare che lo spettatore del film vede sullo schermo raffigurata, in maniera allegorica, la sua stessa condizione (anch'egli nella "caverna" buia a guardare fisso delle ombre sullo schermo) in un infinito gioco di specchi.
Suggestiva è anche l'ipotesi di Platone sulla necessità della giustizia, anche all'interno di una banda armata, tesi che verrà smentita dal marchese De Sade nel suo Justine o le disavventure della virtù, e attorno a cui sembra oscillare questo film di Kubrick: Alex tradisce gli amici e ne viene tradito a sua volta, non sapendo poi più fare del male subisce l'ingiustizia delle vittime, dimostrando però la necessità sociale di comportarsi bene e rispettare la libertà altrui, poiché nessuno in questo caso trae dei veri profitti, a differenza che in Sade.

## Riconoscimenti
- 1972 - Premio Oscar
  - Candidatura Miglior film a Stanley Kubrick
  - Candidatura Migliore regia a Stanley Kubrick
  - Candidatura Migliore sceneggiatura non originale a Stanley Kubrick
  - Candidatura Miglior montaggio a Bill Butler
- 1972 - Golden Globe
  - Candidatura Miglior film drammatico
  - Candidatura Migliore regia a Stanley Kubrick
  - Candidatura Miglior attore in un film drammatico a Malcolm McDowell
- 1972 - Festival di Venezia
  - Premio Pasinetti a Stanley Kubrick
- 1973 - Nastro d'argento
  - Regista del miglior film straniero a Stanley Kubrick
  - Candidatura Miglior film straniero
- 1973 - Premio BAFTA
  - Candidatura Miglior film
  - Candidatura Migliore regia a Stanley Kubrick
  - Candidatura Migliore sceneggiatura non originale a Stanley Kubrick
  - Candidatura Migliore fotografia a John Alcott
  - Candidatura Migliore scenografia a John Barry
  - Candidatura Miglior montaggio a Bill Butler
  - Candidatura Miglior sonoro a Brian Blamey, John Jordan e Bill Rowe
- 1973 - Kansas City Film Critics Circle Award
  - Miglior film
  - Candidatura Miglior regista a Stanley Kubrick
- 1972 - Premio Hugo
  - Miglior rappresentazione drammatica c a Stanley Kubrick e Anthony Burgess
- 1971 - New York Film Critics Circle Awards
  - Miglior film
  - Migliore regia a Stanley Kubrick
  - Candidatura Miglior attore protagonista a Malcolm McDowell
- 1972 - DGA Award
  - Candidatura Miglior regia a Stanley Kubrick
- 1972 - National Society of Film Critics Award
  - Candidatura per Miglior film
  - Candidatura per Miglior regia a Stanley Kubrick
  - Candidatura per Miglior attore protagonista a Malcolm McDowell
- 1972 - WGA Award
  - Candidatura per Miglior sceneggiatura non originale a Stanley Kubrick
- 1998 - Online Film & Television Association
  - Miglior film
- Nel 1999 il British Film Institute l'ha inserito all'81º posto della lista dei migliori cento film britannici del XX secolo.[35]

## Influenza culturale
Al film sono state dedicate innumerevoli citazioni.

### Cinema e televisione
- Il film ha ispirato il film turco intitolato La gang dell'arancia meccanica del 1974.
- Le pellicole Funny Games e il suo omonimo remake, entrambe dirette da Michael Haneke, sono ispirate ad Arancia meccanica.
- Nell'episodio 11 della quarta stagione di Miraculous - Le storie di Ladybug e Chat Noir, Kitthainse, si è ispirato all'omonima pellicola, con tanto di sigla d'apertura tutta sua, dove i Kitty Section (Luka, Juleka, Rose e Ivan) stanno seduti sul divano a sorseggiare latte come nella pellicola originale.
- La mela idraulica, una storia a fumetti di Nick Carter pubblicato sul Corriere dei ragazzi, n. 31 del 5 agosto 1973[36] e poi trasposta anche in cartone per il programma tv SuperGulp!, vede il trio investigativo alle prese con dei teppisti vestiti esattamente come i Drughi, facenti parte della "Banda della mela idraulica". Il detective ironizza sul titolo del romanzo definendosi capo della "Ciliegina ad orologeria".
- Nel 2007 il regista austriaco Simon Thaur ha diretto una versione pornografica di questo film, intitolato Avantgarde Extreme 53 - Scatwork Orange.
- Nell'episodio della quarta stagione dei Simpson Niente birra per Homer, Bart cerca di prendere dei dolci nello stesso modo in cui Alex tenta di violentare la ragazza, avendo poi una reazione simile. Nell’episodio della terza stagione Morire come un cane il cane di Bart, Piccolo Aiutante di Babbo Natale, viene sottoposto da Burns a un trattamento di ricondizionanento uguale a quello subito da Alex. Giallo meccanico, segmento della puntata La paura fa novanta XXV, è un'intera parodia di Arancia meccanica e di altri film di Kubrick. Nel l’episodio “Molto Apu per qualcosa” della ventisettesima stagione, Bart mette sul suo occhio un ciglio finto come quello di Alex nel film, seguito dall’esclamazione di Homer sul fatto che non avrebbe mai dovuto regalargli il film quando aveva cinque anni.
- Nel film La donna della domenica di Luigi Comencini il delitto attorno a cui ruota la trama viene compiuto con l'utilizzo di una statua di forma fallica.
- Nell'anime Zoku Owarimonogatari, nona stagione della serie Monogatari e adattamento della omonima light novel, in una scena si vede il protagonista Koyomi Araragi con le palpebre forzatamente spalancate nella stessa modalità della cura Ludovico del film. Inoltre, sempre nella stessa scena, si vede per un istante il personaggio Yotsugi Ononoki vestita nello stesso modo dei drughi, ovvero con la calzamaglia bianca e la bombetta nera.

### Musica
- Danno dello storico gruppo rap italiano Colle der Fomento, nella canzone Quando verrà il momento, presente nell’album Odio Pieno del 1996, menziona Alexander nella strofa: “Sto coi miei lupi come Alex sta con i suoi drughi”.
- Il gruppo techno-pop anni ottanta Heaven 17, trae il proprio nome da una band immaginaria riportata nella top ten nel negozio di dischi e citati dalla ragazza come "I celestiali diciassette".
- Il videoclip del singolo The Universal dei Blur, diretto da Jonathan Glazer, è un esplicito omaggio all'opera di Kubrick. La scenografia è liberamente ispirata ai luoghi del film (soprattutto il "Korova Milk Bar") e il video ritrae i musicisti britannici nei panni dei famosi Drughi, con tanto di un Damon Albarn provvisto di ciglia finte e bombetta, proprio come Alex.
- Il video musicale della canzone Never Gonna Stop Me di Rob Zombie è un esplicito omaggio ad Arancia meccanica. Infatti nel video Rob Zombie è vestito come Alex, mentre gli altri componenti del gruppo sono vestiti da Drughi e tutti sono seduti al Korova Milk Bar, con in mano un bicchiere di "Latte più", e con i piedi poggiati su tavoli a forma di donne nude; inoltre non manca la reinterpretazione della scena della Durango 95, con i Drughi a bordo e Alex al volante.
- Anche il video musicale di Seven Nation Army, dei White Stripes, è una chiara citazione alla copertina della colonna sonora di Arancia meccanica, con gli iconici triangoli reiterati e i colori stilizzati.
- Il gruppo punk The Adicts ha ripreso l'abbigliamento usato dai Drughi.
- Un concept album sull'intreccio del film del gruppo metal Sepultura ha per titolo A-Lex (2009).
- Nell'album del 2001 Requiescat In Pace del gruppo thrash metal SRL, la seconda canzone A Lex è ispirata al protagonista del film.
- L'album Suck It and See della band indie rock inglese Arctic Monkeys prende il titolo dalla scritta sul muro fuori casa di Alex.
- Il video Beggars dei Mallory Knox è chiaramente ispirato al film, specialmente alla scena in cui Alex e i Drughi aggrediscono il senzatetto.
- Un'etichetta discografica specializzata in musica New Wave si chiamava Korova (per cui ha inciso il gruppo The Sound).
- La band alternative rock polacca Myslovitz ha intitolato il suo quinto album Korova Milky Bar.
- Il gruppo thrash metal torinese Ultra-Violence prende spunto dall'"ultra-violenza" di Alex per il nome; inoltre le copertine dei loro album raffigurano scene del film.
- Il cantante Achille Lauro ha preso spunto dal famoso latte bevuto dai Drughi nel film per il suo singolo Latte+.
- È menzionato in molte canzoni del rapper Noyz Narcos, quali Karashò, Drag you to Hell, Localz Only e Arancia meccanica.
- Il rapper Gué Pequeno nel brano Alex (tratto dal mixtape Fastlife 4) cita svariate volte il film e il suo protagonista.
- L'album Ultraviolence di Lana Del Rey prende il nome dall'ultra-violenza più volte citata nel film elaborando una riflessione sulla relazionalità disfunzionale basata sulla violenza.

### Altro
- Il nome Drughi Bianconeri è usato da una frangia della tifoseria della Juventus. Il nome originario del gruppo era proprio Arancia Meccanica.
- Il gruppo di tifoseria organizzata "Ultras Tito Cucchiaroni" utilizza Alexander come simbolo nel proprio logo. Inoltre questa frangia della tifoseria della Sampdoria ha sede nel quartiere genovese di Staglieno.
- La nazionale olandese del 1974 allenata da Rinus Michels e capitanata da Johan Cruijff, fu soprannominata Arancia meccanica per la tradizionale tenuta arancione e il ritmo insostenibile con il quale "triturava" le squadre avversarie.
- La finzione sfora nella realtà con alcuni fatti di cronaca nera a cavallo tra gli anni settanta e ottanta, i cosiddetti colpi della Banda dell'Arancia Meccanica. Un gruppo di balordi di periferia, tra i quali un ex agente di polizia e una guardia giurata, compiva incursioni notturne nelle abitazioni di alcuni VIP romani, sottoponendoli a violenze e sevizie, un gioco che durò fintanto che funzionò l'arma del ricatto in cambio dell'omertà. Da questi fatti è stato tratto il libro di Dido Sacchettoni Le notti dell'arancia meccanica e a sua volta un film di Claudio Caligari, L'odore della notte (1998).
- Nel videogioco per Nintendo 64 Conker's Bad Fur Day viene citata la scena iniziale del film, con Conker che assume il ruolo di Alex.
- La band soul statunitense Gnarls Barkley ha recentemente fatto un cosplay vestendo le caratteristiche tute bianche con pannoloni del film.

## Differenze dal romanzo
Arancia meccanica è, nel libro, il titolo di un romanzo scritto da Frank Alexander, che non compare nel film (per cui il titolo del film stesso resta irrelato). Nel libro Alex ha 15 anni all'inizio e 18 alla fine, mentre nel film, sebbene la sua età non venga specificata, ne dimostra molti di più (infatti l'attore Malcolm McDowell, all'epoca delle riprese ne aveva 27).
Nella storia originale Georgie muore durante un colpo organizzato insieme con Pete e Dim, mentre Alex è già in prigione. Il serpente non figura nella storia originale, venne aggiunto dal regista quando scoprì che Malcolm McDowell era terrorizzato dai rettili.
Il condizionamento musicale attivato su Alex riguarda nel libro tutta la musica classica, mentre nel film è solo la Sinfonia n. 9 di Beethoven (incluso ovviamente l'Inno alla Gioia). Notevoli differenze si riscontrano anche nei brani di musica classica citati, fra i quali troviamo in comune soltanto la stessa nona. Nel film si possono ascoltare La gazza ladra e Guglielmo Tell di Gioachino Rossini, Pomp and Circumstance di Edward Elgar, Musica per il funerale della regina Maria di Henry Purcell (rielaborata da W. Carlos). Invece nel libro sono citate tre composizioni immaginarie come i relativi autori (Das Bettzeug di Friedich Gitterfenster, «Nuovo concerto per violino» di Geoffrey Plautus, Sinfonia n. 3 di Otto Skadelig), alcuni pezzi e cantanti sempre fittizi di musica leggera. Fra i pezzi realmente esistenti troviamo nominati le sinfonie n. 38 (Praga), n. 40 e n. 41 (Jupiter) di Mozart, Concerto brandeburghese n. 6 «solo per viole e violoncelli» di Bach, Concerto per violino e Sinfonia n. 5 (quarto movimento) di Beethoven. Sono inoltre nominati G.F. Haendel, A. Schönberg, C. Orff e l'ouverture di Sogno di una notte di mezza estate di Felix Mendelssohn di cui Alex parla nell'ultimo capitolo quando spiega che «a diciotto anni non si è più tanto giovani», facendo presente che il musicista tedesco alla sua età vantava quel brano già in curriculum: lo compose infatti a diciassette anni.

## Nadsat
Il Nadsat è uno slang artificiale derivato dall'inglese con numerose influenze russe. Inventato dallo scrittore Anthony Burgess, è usato da Alexander DeLarge e dai suoi Drughi (in russo Друг / Друзья?, Drug / Druz'ja, lett. "amico/i"). Lo stesso titolo inglese del film (A Clockwork Orange) sarebbe riconducibile a questa lingua. "Orange" infatti in Nadsat significa "uomo" e il titolo tradotto quindi diventerebbe "Uomo a orologeria", cioè presumibilmente pronto a "esplodere" in qualunque momento.